# Polystichum christii
Polystichum christii är en träjonväxtart som beskrevs av Ren-Chang Ching. Polystichum christii ingår i släktet Polystichum och familjen Dryopteridaceae. Inga underarter finns listade.